# Gerhard Rödding

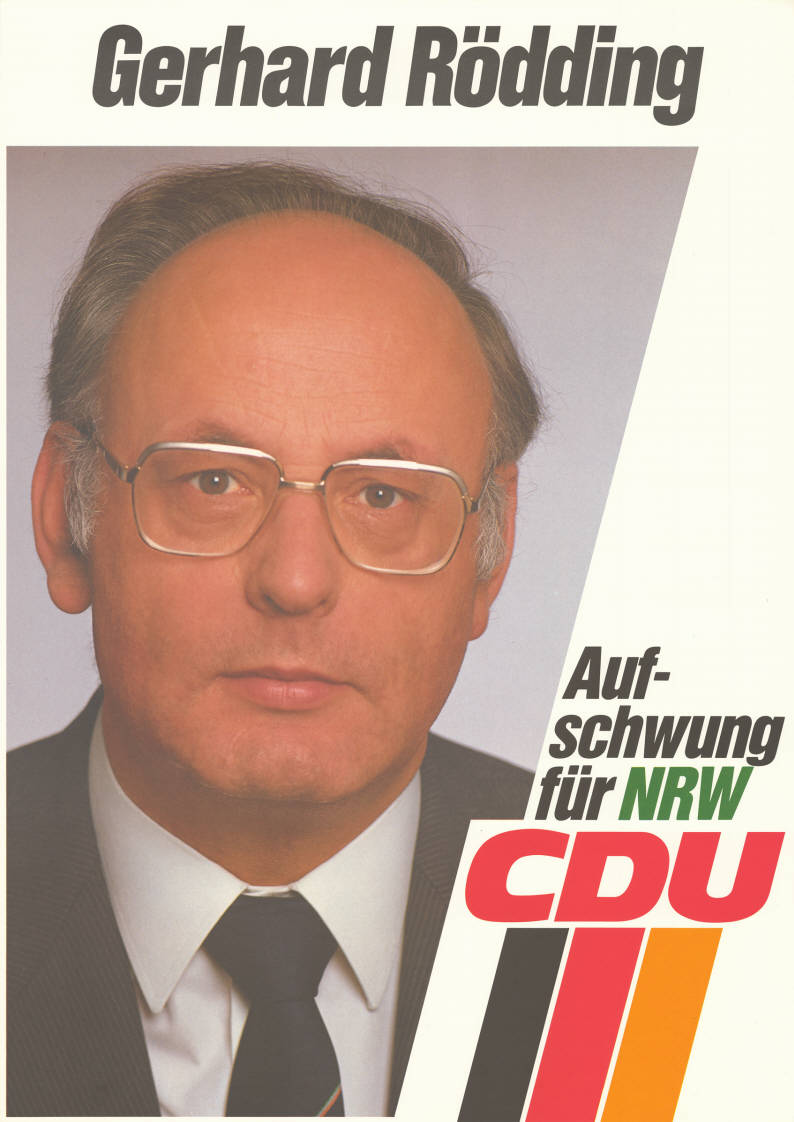
Kandidatenplakat zur Landtagswahl in Nordrhein-Westfalen 1985

Gerhard Rödding (* 18. Februar 1933 in Oestrich, heute Stadtteil von Iserlohn; † 7. Juni 2024) war ein deutscher evangelischer Theologe und nordrhein-westfälischer Politiker (CDU). Von 1980 bis 1987 war er Mitglied des Landtags von Nordrhein-Westfalen.

## Leben und Beruf
Gerhard Rödding wuchs in Oestrich auf. Den Besuch des Gymnasiums schloss er 1953 mit dem Abitur ab. Anschließend studierte er Theologie in Marburg, Göttingen und Münster. Das erste theologische Examen legte er 1957, das zweite 1960 ab. Mit der Dissertation Das Seinsproblem in der Schöpfungslehre Karl Barths wurde er 1961 an der Evangelisch-Theologischen Fakultät der Westfälischen Wilhelms-Universität Münster zum Dr. theol. promoviert. Von 1960 bis 1967 wirkte Rödding als Pfarrer und war dann von 1967 bis 1980 Landeskirchenrat im Landeskirchenamt Bielefeld und Schuldezernent der Evangelischen Kirche von Westfalen.
Rödding legte mehrere Veröffentlichungen zum evangelischen Kirchenliedgut vor. Intensiv beschäftigt er sich vor allem mit Person und Werk Paul Gerhardts. Über den bedeutenden Kirchenlied-Dichter verfasste er die Standardwerke Paul Gerhardt (1981) und Warum sollt ich mich denn grämen. Paul Gerhardt – Leben und Dichten in dunkler Zeit (2006). Seinen eher theoretischen Büchern wie Dogmatik im Grundriß (1974) stellte er immer wieder praxisnahe Schriften für die christliche Erziehung und das christliche Leben zur Seite. Wichtiges Anliegen war ihm stets, Kinder so früh wie möglich an den Glauben heranzuführen. So war er 1971 Mitgründer der Zeitschrift was+wie. Kinder religionspädagogisch begleiten, in der er seither zahlreiche Artikel veröffentlicht hat und deren Herausgeberkreis er nach wie vor angehört.
Rödding lebte in Bielefeld.

## Politik
Rödding war seit 1966 Mitglied der CDU. Er war von 1969 bis 1973 Kreisvorsitzender der CDU Bielefeld und anschließend stellvertretender Kreisvorsitzender. Er gehörte ab 1973 dem Rat der Stadt Bielefeld an. Vom 29. Mai 1980 bis zum 23. September 1987 war er für die CDU Mitglied des Landtags von Nordrhein-Westfalen. Beide Male war er über die Landesliste in den Landtag eingezogen, in der 9. Wahlperiode über Listenplatz 18 und in der 10. Wahlperiode über Listenplatz 16.

## Öffentliche Ämter
Rödding wirkte von 1969 bis 1972 als ehrenamtlicher Bürgermeister der Gemeinde Altenhagen (Kreis Bielefeld, heute Teil des Stadtbezirks Heepen der kreisfreien Stadt Bielefeld). Er war Landesvorsitzender des Evangelischen Arbeitskreises der CDU Westfalen-Lippe. Rödding, jahrelang medienpolitischer Sprecher der CDU-Landtagsfraktion, saß von 1975 bis 1987 im Rundfunkrat des WDR. Anschließend war er bis 1999 erster stellvertretender Direktor der neu gegründeten Landesanstalt für Rundfunk Nordrhein-Westfalen (LfR) in Düsseldorf sowie Vorsitzender des Vereins zur Einführung des Digital Audio Broadcasting (DAB). Er leitete das erste Kuratorium des Sängerbunds NRW, das Mitte der 1990er-Jahre seine ehrenamtliche Tätigkeit aufnahm. Für die Schutzgemeinschaft Deutscher Wald (SDW) engagierte er sich zudem als Vorsitzender des NRW-Kreisverbands Bielefeld/Gütersloh, um über die Waldjugendspiele Schüler mit dem Ökosystem Wald und dessen nachhaltiger forstwirtschaftlicher Nutzung vertraut zu machen.

## Schriften
- Das Seinsproblem in der Schöpfungslehre Karl Barths, Dissertation, Münster 1961
- als Herausgeber/Verfasser zusammen mit Gerhard Mittring: Musik als Lobgesang. Festschrift für Wilhelm Ehmann zum 60. Geburtstag am 5. Dezember 1964, Darmstadt 1964
- Christus unsere Hoffnung. Liederbuch für das christliche Begräbnis, Gütersloh 1972 ISBN 3-579-04703-5
- als Herausgeber: Das Leiden unseres Herrn Jesu Christi nach den vier Evangelisten. Die Passionsandachten des Evangelischen Kirchengesangbuches, Gütersloh und Witten 1974 (ISBN 3-579-04663-2 oder ISBN 3-7858-0184-X)
- Dogmatik im Grundriß, Gütersloh 1974 ISBN 3-579-04448-6
- Paul Gerhardt, Gütersloh 1981 (2. Auflage, Gütersloh 1984, ISBN 3-579-02119-2)
- als Herausgeber: Paul Gerhardt. Geistliche Lieder, Stuttgart 1991 (jüngste Auflage, Stuttgart 2007, ISBN 978-3-15-001741-8)
- zusammen mit Margarete Mix: Symbole im Kindergarten – verstehen und gestalten. Ein Praxisbuch für die religiöse Früherziehung der Drei- bis Siebenjährigen, Gütersloh 1997 (2., korrigierte Auflage als Band 1 der Reihe „Religion im Kindergarten verstehen und gestalten“, Gütersloh 2001, ISBN 3-579-02931-2)
- Das Kirchenjahr feiern & erleben, Gütersloh 2002 ISBN 3-579-03461-8
- Die Schöpfungsgeschichte. Wie ich sie heute verstehen kann, Gütersloh 2002 ISBN 3-579-06020-1
- Das Vaterunser. Eine Brücke zu Gott, Gütersloh 2003 ISBN 3-579-03469-3
- Warum sollt ich mich denn grämen. Paul Gerhardt – Leben und Dichten in dunkler Zeit, Neukirchen-Vluyn 2006 (ISBN 978-3-7615-5477-7 oder ISBN 3-7615-5477-X)
- Luther und Calvin. Briefe, die nie geschrieben wurden, Neukirchen-Vluyn 2008 ISBN 978-3-7615-5649-8